# Frank Hall (strzelec)
Frank Hall (ur. 8 lipca 1865 w Woodside Township, zm. 31 lipca 1939 w Manhattanie) – amerykański strzelec, mistrz olimpijski.
Hall wystąpił na Letnich Igrzyskach Olimpijskich 1912 w dwóch konkurencjach. W trapie indywidualnym uzyskał 86 punktów, kończąc zawody na 15. miejscu. W trapie drużynowym zdobył wraz z kolegami z reprezentacji złoty medal, osiągając piąty rezultat wśród amerykańskich zawodników (skład zespołu: Charles Billings, Edward Gleason, James Graham, Frank Hall, John Hendrickson, Ralph Spotts).

## Wyniki

### Igrzyska olimpijskie
| Igrzyska | Konkurencja     | Wynik                                    | Miejsce | Źródło |
| -------- | --------------- | ---------------------------------------- | ------- | ------ |
| IO 1912  | Trap            | 86 pkt. (16–26–44)                       | 15      | [ 1 ]  |
| IO 1912  | Trap, drużynowo | 532 pkt. (druż.) 86 pkt. ind. (18–25–43) |         | [ 2 ]  |